# Campeonato Chileno de Futebol de 1947
O Campeonato Chileno de Futebol de 1947 (oficialmente Campeonato Nacional de Fútbol Profesional de la Primera División de Chile) foi a 15ª edição do campeonato do futebol do Chile. Os clubes jogavam em turno e returno na primeira fase. Na segunda fase eram separados em dois grupos, sendo o grupo dos campeões e o grupo dos rebaixados. Mesmo assim, não houve rebaixamento para a División de Honor Amateur, campeonato de segunda divisão predecessor do Campeonato Chileno de Futebol - Segunda Divisão.

## Participantes
| Equipe                                        | Cidade        | Região                  | No ano anterior       | Estádio                          | Capacidade | Títulos                    | Participações |
| --------------------------------------------- | ------------- | ----------------------- | --------------------- | -------------------------------- | ---------- | -------------------------- | ------------- |
| Audax Club Sportivo Italiano                  | La Florida    | Província de Santiago   | Campeão               | Estádio Santa Laura              | 22.375     | 2 (1936, 1946)             | 15            |
| Club Social y Deportivo Colo-Colo             | Ñuñoa         | Província de Santiago   | Sexto Lugar           | Estádio Nacional de Chile        | 55.100     | 4 (1937, 1938, 1940, 1944) | 15            |
| Club Deportivo Magallanes                     | Maipú         | Província de Santiago   | Vice Campeão          | Estádio de la Escuela Militar    | ---        | 4 (1933, 1934, 1935, 1938) | 15            |
| Club de Deportes Badminton                    | Santiago      | Província de Santiago   | Oitavo Lugar          | Estádio Carabineros              | 12.000     | 0 (não possui)             | 15            |
| Corporación Club de Deportes Santiago Morning | Independencia | Província de Santiago   | Décimo Primeiro Lugar | Estádio Santa Laura              | 22.375     | 1 (1942)                   | 12            |
| Club Universidad de Chile                     | Santiago      | Província de Santiago   | Terceiro Lugar        | Estádio Santa Laura              | 22.375     | 1 (1940)                   | 10            |
| Club de Deportes Green Cross                  | Santiago      | Província de Santiago   | Quinto Lugar          | Estádio Carabineros              | 12.000     | 1 (1945)                   | 10            |
| Club Deportivo Universidad Católica           | Las Condes    | Província de Santiago   | Décimo Lugar          | Estádio Santa Laura              | 22.375     | 0 (não possui)             | 9             |
| Unión Española                                | Independencia | Província de Santiago   | Sétimo Lugar          | Estádio Santa Laura              | 22.375     | 1 (1943)                   | 14            |
| Santiago National Football Club               | Independencia | Província de Santiago   | Décimo Terceiro Lugar | Cancha de la Chacra Bezanilla    | ---        | 0 (não possui)             | 8             |
| Club de Deportes Santiago Wanderers           | Valparaíso    | Província de Valparaíso | Quarto Lugar          | Estádio Elías Figueroa Brander   | 23.000     | 0 (não possui)             | 5             |
| Corporación Deportiva Everton de Viña del Mar | Viña del Mar  | Província de Valparaíso | Nono Lugar            | Estádio Sausalito                | 25.000     | 0 (não possui)             | 4             |
| Deportes Iberia                               | Los Ángeles   | Provincia de Biobío     | Décimo Segundo Lugar  | Estádio Municipal de Los Ángeles | 5.000      | 0 (não possui)             | 2             |

## Campeão
| Campeão Chileno 1947                                          |
| ------------------------------------------------------------- |
| Club Social y Deportivo Colo-Colo (Ñuñoa) (5º título) Campeão |